# Vasilij Komarov
Vasilij Ivanovič Komarov (rusky Василий Иванович Комаров), rodným jménem  Vasilij Terentievič Petrov (rusky Василий Терентьевич Петров; 1. leden 1871, 1877 či 1878? – 18. června či 18. července 1923) byl ruský sériový vrah odsouzený za zabití 33 lidí v Moskvě v letech 1921 až 1923. Komarov byl jedním z prvních známých sériových vrahů v Sovětském svazu. Byl to obchodník s koňmi, který zavraždil nejméně 33 zákazníků ve stáji vedle svého domu. Byl popraven 18. června 1923.